# Trato abusivo canadiense a detenidos afganos
El trato abusivo canadiense a detenidos afganos se refiere al conocimiento del Gobierno de Canadá o de las Fuerzas Armadas Canadienses sobre el trato abusivo a los detenidos en Afganistán. El abuso ocurrió después de que los afganos fueran detenidos por las fuerzas canadienses y posteriormente transferidos al Ejército Nacional Afgano o la Dirección Nacional de Seguridad de Afganistán durante la Guerra de Afganistán entre los años 2001 y 2021. La cuestión ha suscitado un acalorado debate desde que el artículo 12 del Tercer Convenio de Ginebra (de la que Canadá es signatario) establece que "la Potencia que detiene (Canadá) es responsable del trato dado a los prisioneros de guerra." Si las acusaciones de tortura son ciertas, significaría que Canadá es culpable de crímenes de guerra.
Las acusaciones fueron mencionadas por primera vez por el profesor de derecho Amir Attaran de la Universidad de Ottawa, quien afirmó que las versiones completas de los documentos gubernamentales demostraban que Canadá tenía conocimiento deliberado de que se produciría tortura antes de entregar a los detenidos a las autoridades afganas. Posteriormente, dos denuncias oficiales dieron lugar a investigaciones y audiencias oficiales por parte de la Comisión de Denuncias de la Policía Militar. Uno de estos dio a conocer el testimonio parlamentario del diplomático Richard Colvin, quien afirmó que muchos detenidos probablemente fueron torturados, y era un "procedimiento operativo estándar" para interrogadores afganos. Las acusaciones dieron lugar a un enfrentamiento en la Cámara de los Comunes de Canadá, ya que la oposición parlamentaria había pedido la publicación de los documentos pertinentes en forma completa y sin redactar, reclamando privilegio parlamentario para verlos. El gobierno argumentó que tenía el "deber de proteger" a los soldados y ciudadanos canadienses, ya que los documentos contenían información confidencial.
A pedido del presidente de la Cámara de los Comunes de Canadá, un panel de exjueces y parlamentarios seleccionados se encargó de clasificar los documentos y determinar la necesidad de liberarlos o retenerlos. Hasta la fecha, solo se han publicado unos 4.000 de los 40.000 documentos estimados Un informe final publicado en junio de 2012 no encontró ninguna irregularidad por parte de los miembros de las fuerzas canadienses, pero emitió recomendaciones relacionadas con la mejora de la policía militar y el acceso de la Comisión de Denuncias de la Policía Militar a la información y los testigos. El público canadiense en general opinó que había conocimiento de abusos a detenidos por parte de funcionarios militares o gubernamentales. El tema también ha llevado a que otros departamentos canadienses y las fuerzas armadas de otras naciones examinen el trato a los detenidos.

## Antecedentes
La participación militar de Canadá en Afganistán comenzó en 2002 con la Fuerza Internacional de Asistencia para la Seguridad (ISAF), una coalición militar compuesta por 42 países, que se encargaría de asistir al gobierno afgano en seguridad tras la invasión de Afganistán por parte de Estados Unidos y sus aliados y en contra de la contrainsurgencia y varios grupos reveldes. La ISAF había sido establecida inicialmente como una fuerza de estabilización por el Consejo de Seguridad de las Naciones Unidas el 20 de diciembre de 2001, para asegurar Kabul. El gobierno liberal canadiense de ese momento, bajo el primer ministro Jean Chrétien, decidió que las Fuerzas Canadienses entregaran a sus prisioneros a los Estados Unidos, quienes lideraron la lucha contra al-Qaeda y otros insurgentes. Después de que la OTAN tomó el mando de las operaciones en Afganistán en 2003, las torturas de Abu Ghraib y el abuso de prisioneros a manos de las Fuerzas Armadas de los Estados Unidos en Irak llamaron la atención del público, y Canadá pronto se enfrentó a la presión para entregar a sus prisioneros a alguna otra fuerza. Canadá firmó un acuerdo con el gobierno afgano y comenzó a transferir a los detenidos a las fuerzas de seguridad afganas, que comprendían el Ejército Nacional Afgano (ANA) y la Dirección Nacional de Seguridad afgana (NDS).
El 18 de diciembre de 2005, el entonces jefe de Estado Mayor de la Defensa, Rick Hillier, firmó un acuerdo entre el Departamento de Defensa Nacional de Canadá y el Gobierno de Afganistán. El acuerdo no incluía ningún derecho explícito de acceso de Canadá a los detenidos afganos. Los miembros de la oposición solicitaron al entonces ministro de Defensa Nacional, Gordon O'Connor, que renegociara el acuerdo de transferencia de prisioneros. Esta solicitud fue rechazada, y O'Connor dijo que el Comité Internacional de la Cruz Roja y la Media Luna Roja cumplió con el deber de garantizar un trato justo a los detenidos y que Canadá podría ser notificado y tomar medidas en cualquier caso de abuso. Sin embargo, la Cruz Roja afirmó que se estaba malinterpretando su mandato y que era responsabilidad de Canadá. Sostuvo que no tenía ningún papel en la supervisión del acuerdo de transferencia de detenidos entre Canadá y Afganistán y que, siguiendo un procedimiento operativo establecido desde hace mucho tiempo, la Cruz Roja no revelaría a ningún gobierno extranjero los abusos que pudiera encontrar en las cárceles afganas. Si bien sostuvo que la vigilancia de los detenidos era un deber de la Cruz Roja hasta marzo de 2007, O'Connor se disculpó con la Cámara de los Comunes por haberlos engañado anteriormente sobre el tema. A su vez, en abril de 2007 se alcanzó un nuevo acuerdo que permitió a los funcionarios canadienses tener acceso a las cárceles de Kandahar.

## Historia

### Alegaciones iniciales
Las primeras denuncias de abuso de detenidos se produjeron a principios de febrero de 2007, cuando el profesor de derecho Amir Attaran de la Universidad de Ottawa presentó los documentos que había recibido mediante una solicitud mediante la ley de acceso a la información de Canadá,  mostrando que tres prisioneros bajo la custodia de la policía militar canadiense fueron llevados por su interrogador afgano para el tratamiento de lesiones similares en la cabeza y la parte superior del cuerpo, todo el mismo día. Attaran argumentó que esto podría ser una prueba de tortura por parte del interrogador y debería ser investigado. Attaran ha mantenido estas acusaciones, afirmando en 2010 que los documentos muestran que la tortura de detenidos fue una táctica real utilizada para obtener información durante el interrogatorio.
En abril de 2007,  The Globe and Mail  publicó entrevistas con 30 hombres que afirmaron haber sido "golpeados, muertos de hambre, congelados y asfixiados después de que miembros de las Fuerzas Canadienses los entregaran a la Dirección Nacional de Seguridad de Afganistán". También reveló que había recibido un informe censurado por el gobierno canadiense sobre derechos humanos en Afganistán a través de una solicitud de acceso a información, y contenía "referencias negativas a actos como tortura, abuso y ejecuciones extrajudiciales (que) fueron tachadas sin explicación ". Esto provocó un intenso interrogatorio en la Cámara de los Comunes, a lo que O'Connor afirmó que se había llegado a un nuevo acuerdo, diciendo que "en los últimos días, hemos celebrado un acuerdo local en la provincia de Kandahar para ingresar a los centros de detención en cualquier momento que queramos". Esto sería reafirmado por el primer ministro Stephen Harper, afirmando que "no había evidencia de que el acceso a las prisiones esté bloqueado", y que las autoridades afganas habían acordado "formalizar ese acuerdo para que no haya posibles malentendidos". Independientemente, el secretario general de la OTAN, Jaap de Hoop Scheffer anunció que el gobierno afgano iba a iniciar una investigación sobre el destino de los detenidos. En enero de 2008, se reveló que el gobierno cesó los traslados de detenidos después de que una investigación interna revelara denuncias de abusos contra un detenido el 5 de noviembre de 2007.

### Testimonio de Richard Colvin
Las acusaciones sobre el trato a los detenidos afganos resurgieron en noviembre de 2009 a través de testimonio parlamentario de  Richard Colvin, el segundo miembro mejor clasificado del servicio diplomático de Canadá en Afganistán de 2006 a 2007. Colvin afirmó que probablemente muchos detenidos fueron torturados, y que era un "procedimiento operativo estándar" para los interrogadores afganos. Esto sería coherente con los informes especiales de la Comisión de Derechos Humanos de las Naciones Unidas y el Departamento de Estado de EE. UU.. Colvin también dijo que la tortura involucró palizas, azotes con cables eléctricos, uso de electricidad, cuchillos, llamas abiertas y violaciones. El gobierno canadiense desestimó los pedidos de la oposición de que se realizara una investigación pública al día siguiente. "No ha habido una sola acusación probada de abuso que involucre a un prisionero talibán transferido por las fuerzas canadienses", dijo el ministro de Defensa Peter MacKay en la Cámara de los Comunes, y su secretario parlamentario sugirió que Colvin no era creíble.
Independientemente, Colvin proporcionaría más testimonio en una audiencia en el Comisión de Quejas de la Policía Militar. Afirmó que, al visitar la prisión principal de la provincia de Kandahar en mayo de 2006, descubrió que la Cruz Roja tenía un "grave problema" al intentar seguir la pista de los prisioneros afganos. Los funcionarios se habían acercado a Colvin con preocupaciones "contundentes" sobre la falta de información que les había proporcionado Canadá, lo que les había hecho perder "muchos, si no la mayoría, y posiblemente todos, de nuestros detenidos", afirmó Colvin. También ha presentado denuncias de que el gobierno canadiense y los oficiales militares tenían conocimiento de los informes de abusos y violaciones de derechos humanos que rodeaban al exgobernador de Kandahar Asadullah Khalid, diciendo que los funcionarios canadienses escucharon fuentes creíbles que afirmaban que Khalid dirigía una red de drogas, consumía drogas él mismo, usaba centros de detención privados y abusaba sexualmente de niñas. Colvin no es el único funcionario que indicó que hubo un problema con los detenidos afganos. Eileen Olexiuk, otra diplomática canadiense en Afganistán, también reveló en una entrevista con la CBC que había advertido al gobierno en 2005 sobre los problemas de tortura. Ella dijo que el gobierno, que estaba bajo el liderazgo de Paul Martin en ese momento, ignoró su consejo.

### Alegatos posteriores
El 8 de diciembre de 2009, el general Walter Natynczyk declaró ante un comité parlamentario que un detenido en particular que fue abusado el 14 de junio de 2006 por la policía afgana nunca estuvo bajo la custodia de las Fuerzas Canadienses. El comandante en jefe de las Fuerzas de Canadá declaró que, aunque los miembros de la estas fuerzas habían interrogado al hombre, la policía afgana lo detuvo y las tropas canadienses lo rescataron cuando la policía comenzó a golpearlo a patadas. Sin embargo, el general se corrigió al día siguiente al recibir nueva información de que el hombre había estado bajo custodia canadiense. Esta sería la primera prueba de que funcionarios afganos abusaron posteriormente de detenidos afganos bajo custodia canadiense, contrariamente a las afirmaciones del gobierno de que no existían tales pruebas. Incitó a los parlamentarios de la oposición a solicitar una investigación pública sobre el asunto y al despido de Peter MacKay. Posteriormente, el principal comandante militar de Canadá ordenó una investigación para averiguar por qué no se le había informado sobre este incidente. Esta investigación reveló que muchos soldados canadienses sabían que las fuerzas de seguridad afganas golpeaban a los prisioneros "en la calle y en otros lugares" con regularidad. Un informe separado para el general Natynczyk también concluyó que el detenido golpeado en junio de 2006 no se definía como un detenido canadiense, lo que impedía que se lo denunciara en la cadena de mando, y que las Fuerzas Canadienses y el Departamento de Defensa debería "tener la tarea de examinar el proceso de denuncia de detenidos... para desarrollar un proceso consolidado para la denuncia de detenidos [de las fuerzas canadienses]".
Las Naciones Unidas (ONU) han publicado al menos dos informes que implican tortura en Afganistán. Un informe de abril de 2010 declaró que "se documentó el uso de duras técnicas de interrogatorio y la confesión de culpabilidad forzada por parte de la Policía Nacional Afgana y la Dirección Nacional de Seguridad, incluido el uso de descargas eléctricas y palizas", contra menores detenidos sospechosos de estar involucrados en insurrección. Esto se volvió preocupante después de que una nota informativa a Peter MacKay indicara que muchos menores detenidos fueron arrestados por las Fuerzas Canadienses y transferidos a la Dirección Nacional de Seguridad de Afganistán, de acuerdo con la política de las Fuerzas Canadienses para todos los detenidos menores de 18 años. También indicó que los menores detenidos estaban en un instalación de transferencia canadiense en Kandahar durante "un período significativo".
Otro informe de la ONU se publicó en octubre de 2011. Las entrevistas con 379 detenidos en 47 instalaciones durante el período de un año encontraron "un patrón y una práctica convincentes de tortura y malos tratos sistemáticos" en múltiples instalaciones operadas por el Ejército Nacional Afgano y la Dirección Nacional de Seguridad de Afganistán, después del 46% de los detenidos con los que habló indicó que si ocurrió. Una declaración escrita del gobierno afgano negó la naturaleza "sistemática" de la tortura y afirmó que el informe era exagerado, aunque admitió deficiencias debido a la falta de capacitación y recursos. El informe también sugirió que los detenidos entregados por las Fuerzas Canadienses recibieron un trato diferente, con un caso citando a un hombre que dijo que todos fueron tratados mal a menos que fueran manejados por canadienses.

### Investigaciones y consultas
Si bien las primeras acusaciones específicas de abuso surgieron hace más de tres años, no ha habido una investigación pública oficial. Los parlamentarios en la Cámara de los Comunes votaron 146 a 129 a favor de una moción para establecer una, pero el Primer Ministro se ha negado a considerarla, afirmando que "el gobierno de Canadá ha tomado todas las acciones necesarias en todos los casos donde hay pruebas de abuso de prisioneros afganos".
Algunos críticos y el presidente de la Cámara de los Comunes también han regañado tanto al gobierno como a los parlamentarios de la oposición por utilizar el tema para obtener beneficios políticos. Los parlamentarios de la oposición han declarado que no debería dejarse en manos de los militares investigarse a sí mismos a través de la Comisión de Quejas de la Policía Militar.
Hasta la fecha, la Comisión de Quejas de la Policía Militar ha llevado a cabo dos investigaciones principales en relación con los detenidos afganos. El primero se inició el 9 de febrero de 2007 tras una denuncia formal de Amir Attaran sobre el trato de tres detenidos concretos, detenidos en la región de Kandahar en abril de 2006. Los resultados de esta investigación indicaron que los miembros de las Fuerzas Canadienses trataron a los detenidos de forma adecuada y recibieron tratamiento médico. Sin embargo, la Comisión de Quejas de la Policía Militar también encontró que las Fuerzas Canadienses no llevó a cabo una investigación sobre cómo uno de los detenidos resultó herido, en contra de las directivas.
La segunda investigación se inició el 26 de febrero de 2007, tras una denuncia conjunta entre Amnistía Internacional Canadá y la Asociación de Libertades Civiles de Columbia Británica, alegando que la policía militar  las Fuerzas Canadienses transfirió a los detenidos mientras había pruebas suficientes para sugerir que serían torturado en al menos 18 ocasiones. La investigación se trasladó a un proceso de audiencia pública el 12 de marzo de 2008, principalmente debido a "retrasos y dificultades para obtener los documentos e información pertinentes de las autoridades gubernamentales". Esto desencadenó desafíos legales por parte del gobierno federal sobre la jurisdicción de la Comisión de Quejas de la Policía Militar para investigar tales denuncias, lo que resultó en una decisión de que la Comisión de Quejas de la Policía Militar no tenía jurisdicción sobre las "quejas de transferencia", pero sí sobre las quejas por "falta de investigación". Durante testimonios y audiencias sustanciadas a lo largo de 2010, el gobierno encargó a la Comisión de Quejas de la Policía Militar otras tres veces para la revisión judicial de los hallazgos de la propia Comisión, incluido el testimonio de Richard Colvin. Un juez desestimó estos alegatos en septiembre de 2011.
La Comisión de Quejas de la Policía Militar publicó su informe el 27 de junio de 2012. No se detectó ningún delito contra miembros específicos de las Fuerzas Armadas canadienses, pero el informe "identificó problemas graves con respecto a la denuncia, la rendición de cuentas y el intercambio de información". Se hicieron cuatro recomendaciones en el informe para mejorar específicamente el trabajo de la Policía Militar de las Fuerzas Canadienses que están desplegadas en misiones, así como para mejorar la divulgación de documentos y el acceso de testigos durante las audiencias de la Comisión de Quejas de la Policía Militar.

## Disputa sobre documentos y comisiones parlamentarias

### Inicio de llamadas y prórroga
Los parlamentarios de la oposición en la Cámara de los Comunes comenzaron a pedir que se hicieran públicos todos los documentos que poseía el gobierno con respecto al tema de los detenidos desde el testimonio de Richard Colvin en noviembre de 2009. El Ministro de Relaciones Exteriores, Lawrence Cannon aseguró a la Cámara de los Comunes que los documentos serían entregados a un comité especial encargado de investigar el tema. "Existe una obligación tácita para los funcionarios públicos de garantizar que, cuando se divulgue información, cumpla con la Ley de Evidencia de Canadá (para evitar riesgos de seguridad)", según el ministro de Defensa Peter MacKay. Sin embargo, parlamentarios de la oposición y otros críticos afirmaron que se trataba de un argumento absurdo, ya que el Parlamento tiene el derecho  constitucional de tener acceso a los documentos sin censura. El 10 de diciembre de 2009, la Cámara de los Comunes aprobó una moción que exigía la entrega de documentos no redactados sobre los detenidos afganos al comité que examinaba el asunto. Sin embargo, el gobierno se negó a acatar la moción. Los críticos repitieron que el gobierno estaba violando la Constitución de Canadá y estaría en "desacato al Parlamento" si continuaba negándose a publicar documentos sin censura sobre el tema de los detenidos afganos.

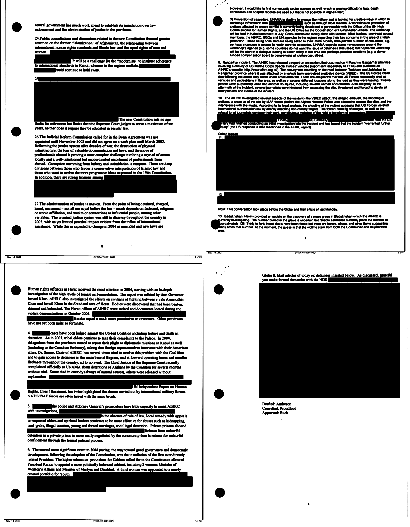
Un grupo selecto de parlamentarios y un panel independiente de tres juristas son responsables de determinar qué documentos son relevantes para las denuncias de abuso de detenidos y cómo hacerlos públicos.

El 30 de diciembre de 2009, la Sesión legislativa fue suspendida al ser prorrogada a solicitud del Primer Ministro. Según su portavoz, buscó esta prórroga para consultar con los canadienses sobre la economía. La medida provocó gritos de los parlamentarios de la oposición que la calificaron como un intento de "amordazar a los parlamentarios en medio de la controversia sobre el asunto de los detenidos afganos". La prórroga impidió que la comisión parlamentaria siguiera investigando el tema. Aunque las reuniones informales del comité continuaron, no tenían poder para obligar a declarar o otorgar inmunidad, y los diputados conservadores no estarían representados.

### El Parlamento se reanuda y el lanzamiento de 2010
El ministro de Justicia Rob Nicholson anunció a la Cámara de los Comunes el 5 de marzo de 2010 que se nombró al exjuez de la Corte Suprema de Canadá Frank Iacobucci para asesorar a Nicholson si se produciría algún efecto "perjudicial" al presentar los documentos de detenidos afganos al público. Sin embargo, el profesor de derecho de la Universidad de Ottawa Amir Attaran señaló que Iacobucci no era un juez en funciones y, por lo tanto, no tenía más poder que el de asesorar a Nicholson como abogado. La oposición expresó profunda decepción por la decisión, diciendo que no dudaba de la competencia del exjuez, pero creía que no era más que otra forma de retrasar el tema. Si bien los parlamentarios no recibieron los Términos de referencia presentados a Iacobucci de inmediato, fueron publicadosel 13 de marzo de 2010. El gobierno finalmente entregó miles de documentos a los parlamentarios a fines de marzo de 2010.
Los documentos generaron de inmediato críticas feroces por parte de la oposición, porque todavía estaban de una forma muy mal redactados y "totalmente incoherente y totalmente desordenada" forma de entregarlos en una sola copia y solo en inglés (en lugar de los dos idiomas oficiales de Canadá). El gobierno sostuvo que las redacciones son necesarias para proteger a Canadá, y el ministro de Justicia Rob Nicholson afirmó que fueron realizadas por "servidores públicos no partidistas cuyo único interés es la protección de seguridad".

### Pregunta y decisión del orador
El 18 de marzo, los tres partidos de la oposición se unieron en un intento por obligar al gobierno a que les permitiera ver documentos sin censura sobre el asunto de los detenidos afganos o enfrentarse al Desacato al Parlamento. Específicamente, pidieron al portavoz de la Cámara de los Comunes de Canadá, Peter Milliken que dictamine que el gobierno violó el  privilegio parlamentario colectivo #5 al negarse entregar documentos sin censura sobre el traslado de detenidos afganos. Los parlamentarios han afirmado que la solicitud del Parlamento se basó en "340 años de historia constitucional fundamental", y que existen sistemas para decidir qué es y qué no es apropiado divulgar al público. Refiriéndose a esos "sistemas", Reg Whitaker señaló que los miembros de la "Comisión de Denuncias de la Policía Militar, cuya investigación de la cuestión de los detenidos afganos en realidad llevó a la convocatoria de la investigación parlamentaria... están (ya) completamente autorizados de seguridad (para ver el documentos no redactados) ".
El presidente primero solicitó comentarios del gobierno y los parlamentarios de la oposición sobre el asunto, incluidos Peter MacKay, Rob Nicholson, Derek Lee, Jack Harris, Tom Lukiwski y Jim Abbott. Tras considerar el asunto durante dos semanas, el presidente dictaminó el 27 de abril de 2010 que el Parlamento tenía derecho a solicitar documentos sin censura. Pidió a todos los líderes de la Cámara, ministros y diputados que lleguen a una solución colectiva "sin comprometer la seguridad y confidencialidad contenida". El Presidente dio a la Cámara hasta el 11 de mayo de 2010 para encontrar un terreno común. Si bien los parlamentarios dentro de las negociaciones tuvieron que solicitar al portavoz una extensión del plazo, se otorgó hasta el 14 de mayo y se llegó a un acuerdo esa mañana. Un Memorando de Entendimiento sobre los detalles no se estableció hasta el 16 de junio, cuando se presentó en la Cámara de los Comunes. Todavía no fue acordado por todos los partidos políticos: El Nuevo Partido Democrático se negó a respaldar el acuerdo.

### Comisión de trabajo y lanzamiento de 2011
Una comisión de parlamentarios comenzó la tarea de examinar más de 40.000 documentos relacionados con detenidos afganos el 10 de julio de 2010. Los parlamentarios, que constan de un miembro y un suplente de los partidos Liberal, Conservador y Bloque, determinan qué es relevante para las acusaciones de abuso. Un panel independiente de juristas determina cómo se harán públicos los documentos, en algunos casos censurando documentos que puedan amenazar la seguridad nacional, las relaciones internacionales o los soldados en Afganistán. Este panel está formado por Frank Iacobucci, exjuez de la Corte Suprema Claire L'Heureux-Dubé y exjuez del Tribunal Supremo de Columbia Británica Donald Brenner. Cualquier documento que, según el gobierno, contenga asesoramiento legal, puede obligar al panel a determinar si debe permitir que los diputados los vean.
Aproximadamente 4.000 documentos fueron publicados por el gobierno el 22 de junio de 2011, casi un año después de que el panel comenzara su trabajo. El ministro de Relaciones Exteriores, John Baird, afirmó que el proceso había llegado a su fin, "y las acusaciones de conducta indebida son infundadas". Sin embargo, se estima que aún quedan 36.000 páginas que no se han publicado en una forma menos redactada. Con base en los documentos que fueron publicados, el parlamentario Stéphane Dion dio a entender que eran motivo de preocupación, y "la probabilidad es muy alta" de que un detenido fue abusado mientras estaba bajo la custodia de las autoridades afganas. "No creo que los canadienses acepten que se acabó", añadió.

## Acusaciones de abuso relacionadas

### Canadá
En marzo de 2010, la agencia de noticias "The Canadian Press" informó que los documentos presentados ante la Comisión de Denuncias de la Policía Militar mostraban que el Servicio de Inteligencia de Seguridad Canadiense había comenzado a desempeñar un papel en el interrogatorio de los afganos capturados por las Fuerzas Canadienses. Las fuentes dicen que la decisión del ejército de entregar a los cautivos a la Dirección Nacional de Seguridad a veces se basó en las recomendaciones de los interrogadores del Servicio de Inteligencia de Seguridad Canadiense, pero los oficiales militares canadienses siempre tomaban la decisión final.
Esto llevó al Servicio de Inteligencia de Seguridad Canadiense a llevar a cabo una revisión de su trato con los detenidos afganos "para asegurarse de que el Servicio pueda... dar cuenta de su participación durante este período". Las notas informativas para el director del Servicio de Inteligencia de Seguridad Canadiense Dick Fadden indican que el servicio interrogó hasta 50 presos (entre 2002 y finales de 2007 según un subdirector del servicio), pero insiste en que fueron tratados adecuadamente. Las notas también señalan que "oficiales del Servicio de Inteligencia de Seguridad Canadiense han estado sirviendo junto a las fuerzas canadienses" mientras estaban armados, y afirma que los agentes no tenían ningún papel en la determinación de si los prisioneros debían ser transferidos a las autoridades afganas.
Se cree que las investigaciones iniciales sobre el trato a los detenidos afganos provocaron investigaciones sobre la unidad militar de élite de Canadá, Fuerza de Tarea Conjunta 2. La primera investigación, llamada "Trampa de arena", examinó las acusaciones de que un miembro de las Fuerzas de Tareas Conjuntas estuvo involucrado en la muerte a tiros en 2006 de un afgano que se estaba rindiendo. No se formularon cargos al concluir la investigación. Sin embargo, una investigación más amplia llamada "Trampa de arena" II comenzó a escuchar a los testigos en mayo de 2009. con respecto a las denuncias de miembros de la Fuerza de Tarea Conjunta 2 que presenciaron las fuerzas armadas de los Estados Unidos matando a un hombre desarmado. Esta investigación aún está siendo realizada por el Servicio Nacional de Investigación de las Fuerzas Canadienses, y ha dado lugar a pedidos de supervisión civil de la Fuerza de Tarea Conjunta 2.

### Gran Bretaña, OTAN y Afganistán

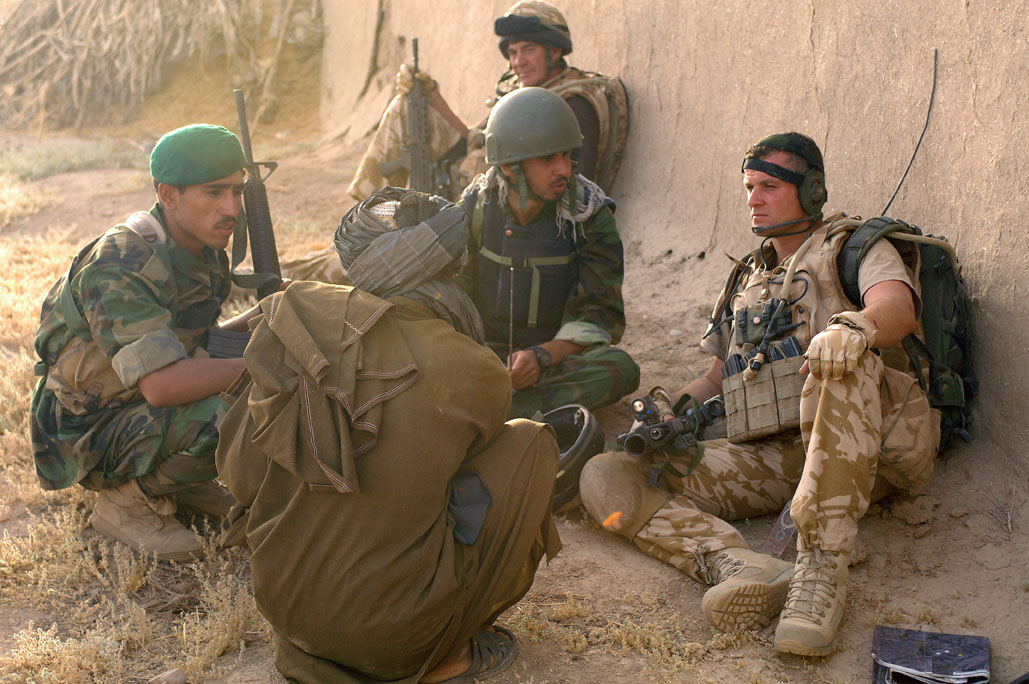
El Tribunal Superior de Justicia declaró el 25 de junio de 2010 que existía "la posibilidad de tortura y maltrato grave" de los prisioneros transferidos por soldados británicos a las autoridades afganas.

Aquí también hay acusaciones de que la Dirección Nacional de Seguridad (afgana) torturó a detenidos entregados por soldados británicos en Afganistán. También se alegó que las Fuerzas Armadas británicas han recibido evidencia de esta tortura, y la OTAN "ha enterrado su cabeza en la arena mientras la tortura ha continuado, y se sabe de ello". El Tribunal Superior de Justicia británico dictaminó el 25 de junio de 2010 que existía "la posibilidad de tortura y maltrato grave" de los presos. Ahora es ilegal que las tropas británicas entreguen a los detenidos a la Dirección Nacional de Seguridad en Kabul, sin embargo, el Tribunal Superior todavía aprobó los traslados en las provincias de  Kandahar y Helmand. Esto fue con la condición de que el gobierno y los oficiales militares mejoraran sus sistemas de vigilancia de los detenidos para evitar "un riesgo real de tortura o malos tratos graves". El 6 de septiembre de 2011, se reveló que la OTAN había suspendido el traslado de detenidos a varias cárceles afganas. La medida fue impulsada por un informe de las Naciones Unidas, publicado unos días después, que describía "un patrón y una práctica convincentes de tortura y malos tratos sistemáticos" en una serie de instalaciones administradas por la Dirección Nacional de Seguridad y la policía afgana. La OTAN declaró que llevaría a cabo la verificación de los reclamos y que sería "prudente" al detener las transferencias hasta ese momento.

### Estados Unidos
La Tortura y abuso de prisioneros de Bagram fue descubierta a partir de 2005 cuando el periódico The New York Times obtuvo un informe de una investigación del Ejército de los Estados Unidos de 2.000 páginas sobre los homicidios de dos prisioneros afganos civiles y desarmados por personal militar estadounidense ocurridos a partir de diciembre de 2002 en el Centro de detención de la base de Bagram (también Punto de Recolección de Bagram) en Bagram, Afganistán y el trato general de los prisioneros. 
En enero de 2010, el ejército estadounidense dio a conocer los nombres de 645 detenidos recluidos en el principal centro de detención de Bagram, modificando su posición de larga data contra la publicación de dicha información. Esto era para cumplir con una Ley por la Libertad de la Información demanda presentada en septiembre de 2009 por la Unión Estadounidense por las Libertades Civiles, cuyos abogados también habían exigido información detallada sobre las condiciones, las reglas y regulaciones en el centro.

## Opinión pública
Una encuesta de EKOS realizada en diciembre de 2009 reveló que el 83% de los encuestados creía que el gobierno sabía que los detenidos afganos eran torturados. Este fue un resultado constante en todos los grupos de edad, géneros y ubicaciones geográficas. También concluyó que el 41% de los encuestados estaban insatisfechos con la transparencia del gobierno sobre el tema, y solo el 24% estaba satisfecho. El 35% restante seguía indeciso o no tenía opinión. A medida que pasaba el tiempo, el 61% de los canadienses seguía creyendo que los detenidos afganos fueron torturados en mayo de 2010, según una encuesta de Ipsos-Reid. Esta encuesta también encontró que el 52% de los encuestados creía que Stephen Harper y los soldados canadienses sabían que estaba ocurriendo la tortura, y el 75% creía que los altos funcionarios militares sabían del problema. Una encuesta realizada por Angus Reid durante el 5 de enero y el 6 de enero de 2010, encontró que el 38 por ciento de los canadienses creía que Harper usó la prórroga del 30 de diciembre de 2009 para reducir el problema de los detenidos afganos canadienses.